# Az Athenaeum Olvasótára

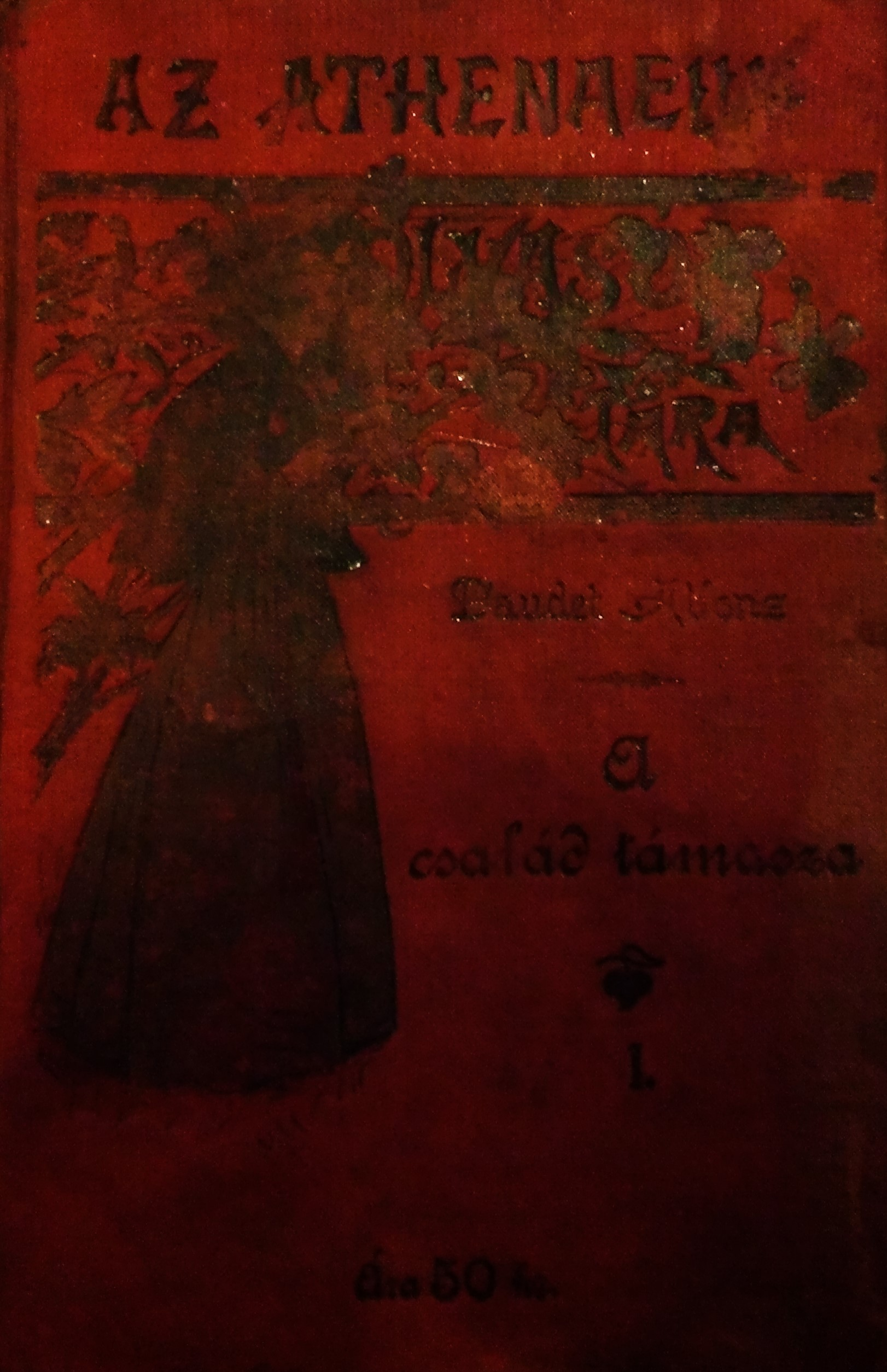
Daudet: A család támasza

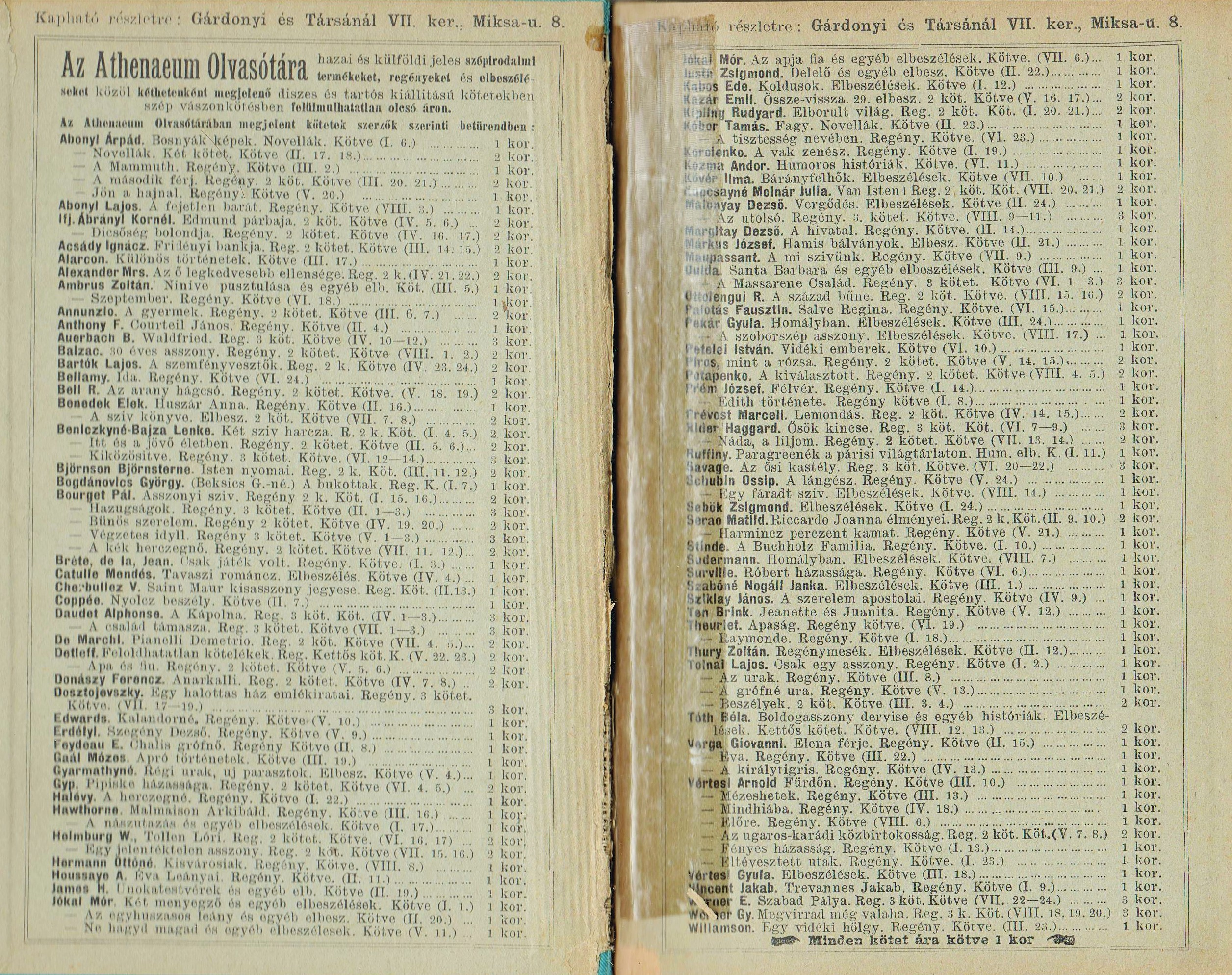
Korabeli hirdetés

Az Athenaeum Olvasótára egy 19. század végi – 20. század eleji magyar szépirodalmi könyvsorozat volt. A sorozat 1892-ben indult, és 1905-ös megszűnéséig 288 (részben összevont) kötet jelent meg a keretében korabeli magyar és világirodalmi írók műveiből. 

## Tartalma
A kötetek piros vagy zöld, női alakkal és növényi motívumokkal díszített borítóval jelentek meg. A sorozat egyes kötetei a Jeles Elbeszélők Kincsestára és A Magyar és Világirodalom Kincsestára című sorozatban is megjelentek. A sorozat a következő köteteket tartalmazta:
- I. évfolyam:
  - 1. kötet. Jókai Mór. Két menyegző. A hosszu haju hölgy. Baróthy Ilona. A hazatért. Elbeszélések. 2. kiad. (155 l.) 1892.
  - 2. kötet. Tolnai Lajos. Csak egy asszony! Regény. (132 l.) 1892.
  - 3. kötet. Björnson Björnstjerne. Magnhild. Norvég elbeszélés. Forditotta K. J. 2. kiadás. (187 lap.) 1892.
  - 4–5. kötet. Beniczkyné Bajza Lenke. Két sziv harca. Regény két kötetben. 2. kiadás. (202, 196 l.) 1892.
  - 6. kötet. Abonyi Árpád. Bosnyák képek. (162 l.) 1893.
  - 7. kötet. Bogdanovics György. (Beksics Gusztávné.) A bukottak. Regény. (169 l.) 1893.
  - 8–9. kötet. Sand George. Flamarande. Regény. Franciából forditva. 2 kötet. 2. kiadás. (255, 246 l.) 1893.
  - 10. kötet. Erdélyi Gyula. A mult. Regény egy kötetben. Harmattipró. Elbeszélés. (174 l.) 1893.
  - 11. füzet. Greville Henrik. Dosia. Regény. Franciából forditotta Zichy Camilla. (187 l.) 1893.
  - 12. kötet. Kabos Ede. Koldusok. Elbeszélések. (142 l.) 1893.
  - 13. kötet. Feuillet Octav. Egy nagyvilági házasság. Regény. Franciából forditotta U. Ilona. 2. kiadás. (160 l.) 1893.
  - 14. kötet. Prém József. Félvér. (205 lap.) 1893.
  - 15–16. kötet. Bourget Pál. Asszonyi sziv. Regény. Forditotta Tóth Béla. 2 kötet. (163, 158 l.) 1893.
  - 17. kötet. Reybaud Henriette. Malpeire kisasszony. Francia regény. Forditotta Ujkéri. 2. kiadás. (157 l.) 1893.
  - 18. kötet. Daudet Ernő. Robernier asszony. Regény franciából. 2. kiadás. (170 l.) 1893.
  - 19. kötet. Korolenko W. A vak zenész. Orosz regény. Forditotta Ujkéri. (153 lap.) 1893.
  - 20–21. kötet. Kipling Rudyard. Elborult világ. Regény 2 kötetben. Forditotta Ny. J. 2 kötet. (189, 138 l.) 1893.
  - 22. kötet. Halévy Ludovic. A hercegné. – A táncmester. – Házasság szerelemből. Elbeszélések. Forditotta Ujkéri. (166 lap.) 1893.
  - 23. kötet. Tolnai Lajos. Dániel pap lesz. Regény. (155 l.) 1893.
  - 24. kötet. Sebők Zsigmond. Elbeszélések. (173 l.) 1893.

- II. évfolyam:
  - 1–3. kötet. Bourget Pál. Hazugságok. Regény. Forditotta Tóth Béla. 3 kötet. (121, 137, 146 l.) 1893.
  - 4. kötet. Feuillet Octáv. Fülöp szerelme. Regény. Franciából forditotta Ábrányi Emil. 2. kiadás. (155 l.) 1894.
  - 5–6. kötet. Beniczkyné Bajza Lenke. Itt és a jövő életben. Regény két kötetben. 3. kiadás. (186, 155 l.) 1894.
  - 7. kötet. Coppée François. Nyolc beszély. Forditotta Tauszikné-Fenyvessy Szeréna. (151 l.) 1894.
  - 8. kötet. Thackeray. Titmarsch Sámuel históriája. Regény. Ford. ifj. Szinnyei József. 2. kiadás. (8-r. 179 l.) 1894.
  - 9–10. kötet. Serao Mathild. Riccardo Joanna. Regény 2 kötetben. Olaszból forditotta Ny. I. (194, 201 lap.) 1894.
  - 11. kötet. Colomb. Carilès leánya. Regény. Franciából forditotta U. Ilona. 2. kiadás. (171 l.) 1894.
  - 12. kötet. Thury Zoltán. Regénymesék. (8-r. 208 l.) 1894.
  - 13. kötet. Chaudeneux Claire, de. A pénztárnok házassága. Elbeszélés. Forditotta V. J. 2. kiadás. (146 l.) 1894.
  - 14. kötet. Margitay Dezső. A hivatal. Regény. (173 l.) 1894.
  - 15. kötet. Verga Giovanni. Elena férje. Regény. Olaszból forditotta Ujkéri. (224 l.) 1894.
  - 16. kötet. Benedek Elek. Huszár Anna. Regény. (162 l.) 1894.
  - 17–18. kötet. Abonyi Árpád novellái. 2. kötet. (158, 166 l.) 1894.
  - 19. kötet. Charot Médéric. Dumont Jakab. Regény. Franciából forditotta V. J. 2. kiadás. (195 l.) 1894.
  - 20. kötet. Jókai Mór. Az egyhuszasos leány. – Száz leány egy rakáson és egyéb elbeszélések. 2. kiadás. (151 l.) 1894.
  - 21. kötet. Márkus József. Hamis bálványok. (187 l.) 1894.
  - 22. kötet. Justh Zsigmond. Delelő és egyéb elbeszélések. (129 l.) 1894.
  - 23. kötet. Kóbor Tamás. Fagy. Elbeszélések. (172 l.) 1894.
  - 24. kötet. Malonyay Dezső. Vergődés. Elbeszélések. (185 l.) 1894.

- III. évfolyam:
  - 1. kötet. Szabóné Nogáll Janka. Elbeszélések. (156 l.) 1895.
  - 2. kötet. Abonyi Árpád. A mammuth. Regény. (176 l.) 1895.
  - 3–4. kötet. Uchard Mario. Barbassu nagybátyám. Regény. Ford. Sasvári Ármin. (285 l.) 1895.
  - 5. kötet. Ambrus Zoltán. Ninive pusztulása és egyéb történetek. (171 l.) 1895.
  - 6–7. kötet. D’Annunzio Gabriele. A gyermek. Regény két kötetben. Forditotta Balogh Arthur. (152, 156 l.) 1895.
  - 8. kötet. Tolnay Lajos. Az urak. Regény egy kötetben. 2. kiadás. (210 l.) 1895.
  - 9. kötet. Ouida. Santa Barbara és egyéb novellák. Angolból ford. Cserhalmi H. Irén. (171 l.) 1895.
  - 10. kötet. Vértesi Arnold. Fürdőn. Regény. (154 l.) 1895.
  - 11–12. köt. Björnson-Björnstjerne. Isten nyomai. Norvég regény 2 kötetben. Ford. Ujkéri. (146, 135 l.) 1895.
  - 13. kötet. Vértesi Arnold. Mézes hetek. Egy fiatal asszony naplója. Regény. (154 l.) 1895.
  - 14–15. kötet Theuriet André. A marquis keresztfia. Regény. Ford. Leöwey Gyula. (284 l.) 1895.
  - 16. kötet. Hawthorne Julian. Malmaison Arkibald. Angol regény. Forditotta Ujkéri. (132 l.) 1895.
  - 17. kötet. Alarcon Péter. Különös történetek. Spanyolból forditotta Huszár Vilmos. (151 l.) 1895.
  - 18. kötet. Vértesy Gyula. Elbeszélések. (186 l.) 1895.
  - 19. kötet. Gaál Mózes. Kisebb történetek. (149 l.) 1895.
  - 20–21. kötet. Abonyi Árpád. A második férj. Regény két kötetben. (184, 178 l.) 1895.
  - 22. kötet: Verga Giovanni. Éva. Regény. Forditotta Zigány Árpád. (160 l.) 1895.
  - 23. kötet. Ábrányi Kornél. ifj. Az élet tarkaságaiból. Rajzok és elbeszélések. 2. kiadás. (227 l.) 1895.
  - 24. kötet. Pekár Gyula. Homályban. Novellák. (148 l.) 1895.

- IV. évfolyam:
  - 1–3. kötet. Daudet Alphonse. A kápolna. Regény 3 kötetben. Forditotta Fái I. Béla. (156, 108, 127 l.) 1896.
  - 4. kötet. Mendès Catulle. Tavaszi románcz. Ford. Malonyay Dezső. (168 l.) 1896.
  - 5–6. kötet. Ábrányi Kornél. Régi és uj nemesek. Regény. 2 kötet. (216, 242 l.) 1896.
  - 7–8. kötet. Donászy Ferencz. Anarkalli. Regény két kötetben. (175, 147 l.) 1896.
  - 9. kötet. Sziklay János. A szerelem apostolai. Regény. (173 l.) 1896.
  - 10–12. kötet. Fothergill Miss. A rokonok. Angol regény. Forditotta Zichy Camilla. 3 kötet. (336, 268 l.) 1896.
  - 13. kötet. Verga Giovanni. A király-tigris. Olaszból forditotta Virág Gyula. (139 l.) 1896.
  - 14–15. kötet. Prévost Marcel. Lemondás. Regény 2 kötetben. Forditotta R. A. (148, 156 l.) 1896.
  - 16–17. kötet. Theuriet André. Becsvágyból. (Michel Verneuil.) Regény. Forditotta Szász Károly. 2. kiadás. (311 l.) 1896.
  - 18. kötet. Vértesi Arnold. Mindhiába. Regény. (142 l.) 1896.
  - 19–20. kötet. Bourget Paul. Bünös szerelem. Regény 2 kötetben. Forditotta Cserhalmi H. Irén. (174, 186 l.) 1896.
  - 21–22. kötet. Csengey Gusztáv. A vadonban. Regény. 2. kötet. 2. kiadás. (304, 298 l.) 1896.
  - 23–24. kötet. Bartók Lajos. A szemfényvesztők. Regény. (135, 140 l.) 1896.

- V. évfolyam:
  - 1–3. kötet. Bourget Pál. Végzetes idyll. Regény 3 kötetben, forditotta Cserhalmi H. Irén. (184, 186, 180 l.) 1896.
  - 4. kötet. Gyarmathy Zsigáné. Régi urak uj parasztok. Elbeszélések. (159 l.) 1896.
  - 5–6. kötet. Csernysevszky N. G. Mit tegyünk. Regény. 2 kötet. Olaszból forditotta Sasvári Ármin. 2. kiadás. (206, 150 l.) 1896.
  - 7–8. kötet. Vértesi Arnold. Az ugaroskarádi közbirtokosság. Regény. 2 kötet. (167, 155 l.) 1896.
  - 9. kötet. Erdélyi Gyula. Szegény Dezső. Regény. (157 l.) 1896.
  - 10. kötet. Edwardes Anna. A kalandornő. Angolból forditotta Székely Irén. (260 l.) 1896.
  - 11. kötet. Jókai Mór. Ne hagyd magad és egyéb elbeszélések. 2. kiad. (148 l.) 1897.
  - 12. kötet. Brink Jean Ten. Jeanette és Juanito. Regény. Hollandiból forditva. (160 l.) 1897.
  - 13. kötet. Tolnay Lajos. A grófné ura. Regény. (152 l.) 1897.
  - 14–15. kötet- Belot Adolf és Dautin Gyula. A rémes titok. Forditotta Sasvári Ármin. 2 köt. 2. kiadás. (236, 242 l.) 1897.
  - 16–17. kötet. Kazár Emil. Össze-vissza. Elbeszélések. 2 köt. (150, 158 l.) 1897.
  - 18–19. kötet. Fothergill Miss. A tüzpróba. Regény két kötetben. Angolból forditotta Zichy Camilla. (284, 340 l.) 1897.
  - 20. kötet. Abonyi Árpád. Jön a hajnal. Regény. (169 l.) 1897.
  - 21. kötet. Serao Matild. Harminc percent kamat. Regény. Olaszból forditotta Zigány Árpád. (130 l.) 1897.
  - 22–23. kötet. Detlef Károly. Feloldhatatlan kötelékek. Orosz regény. Forditotta Zichy Camilla. 2. kiad. (302 l.) 1897.
  - 24. kötet. Schubin Ossip. Egy lángész története. Regény. Angol eredetiből forditotta Cserhelmi H. Irén. 3 kötet. (184, 172, 176 l.) 1897.

- VI. évfolyam:
  - 1–3. kötet. Ouida. A Massarene-család. Regény. Angol eredetiből forditotta Cserhalmi H. Irén. 3 kötet. (184, 172, 176 l.) 1897.
  - 4–5. kötet. Gyp. Pipiske házassága. Regény két kötetben. Francziából forditotta Cserhalmi H. Irén. (8-r. 169, 142 l.) 1897.
  - 6. kötet Surville André. Róbert házassága. Francia regény. Forditotta Ujkéri. (146 l.) 1897.
  - 7–9. kötet. Rider Haggard. Az ősök kincse. Regény. 3 kötet. Angolból forditotta Cserhalmi H. Irén. (161, 134, 190 l.) 1897.
  - 10. kötet. Petelei István. Vidéki emberek. Novellák. (153 l.) 1897.
  - 11. kötet. Kozma Andor. Humoros históriák. (157 l.) 1897.
  - 12–14. kötet. Beniczky Bajza Lenke. Kiközösitve. Regény. 3 kötet. (144, 141, 152 l.) 1897.
  - 15. kötet. Palotás Fausztin. Salve Regina. regény. (185 l.) 1898.
  - 16–17. kötet. Heimburg W. Tollen Lóri. Regény két kötetben. Forditotta Schleiming Bella. (180, 179 l.) 1898.
  - 18. kötet. Ambrus Zoltán. Szeptember. Regény. (168 l.) 1898.
  - 19. kötet. Theuriet André. Apaság. Regény. Forditotta Szomory Emil. (152 l.) 1898.
  - 20–22. kötet. Savage H. Rikhárd. Az ősi kastély. Regény. 3 kötetben. Angol eredetiből forditotta Cserhalmi H. Irén. (155, 139, 116 l.) 1898.
  - 23. kötet. Kóbor Tamás. A tisztesség nevében. Regény. (180 l.) 1898.
  - 24. kötet. Bellamy Edward. Ida. (Miss Ludington’s sisters.) Regény a halhatatlanságról. Forditotta A. S. (180 l.) 1898.

- VII. évfolyam:
  - 1–3. kötet. Daudet Alfonz. A család támasza. Regény. Francia eredetiből forditotta Gerőné-Cserhalmi Irén. Egyedül jogositott forditás. (179, 145 l.) 1898.
  - 4–5. kötet. De Marchi Emilio. Pianelli Demetrio. Olasz regény. Forditotta Munturenau H. Julia. 2 kötet. (164, 212 l.) 1898.
  - 6. kötet. Jókai Mór. Az apja fia és egyéb elbeszélések. 2 kötet. (156 l.) 1898.
  - 7–8. kötet. Benedek Elek. A sziv könyve. 2 kötet. (155, 151 l.) 1898.
  - 9. kötet. Maupassant, Guy de. A mi szivünk. Regény. Forditotta Zempléni P. Gyula. (183 l.) 1898.
  - 10. kötet. Kövér Ilona. Bárányfelhők. Elbeszélések. (169 l.) 1898.
  - 11–12. kötet. Bourget Paul. A kék hercegnő. Regény 2 kötetben. Forditotta Szenesy Emil. (143, 132 l.) 1899.
  - 13–14. kötet. Rider Haggard. Náda, a liliom. Regény két kötetben. (176, 196 l.) 1899.
  - 15–16. kötet. Heimburg W. Egy jelentéktelen asszony. Regény két kötetben. Forditotta Sárosi (Schleiming)Bella. (166, 156 l.) 1899.
  - 17–19. kötet. Dosztojevszky F. M. Egy halottas-ház emlékiratai. Regény három kötetben. Oroszból forditotta Timkó L. (163, 150, 142 l.) 1899.
  - 20–21. kötet. Kupcsyané Molnár Julia. Van Isten! Regény két kötetben. (148, 164 l.) 1899.
  - 22-24. Kötve Werner E. Szabad pálya. Regény három kötetben. Forditotta Schmidt Árpád. (143, 155, 143 l.) 1899.

- VIII. évfolyam:
  - 1-2. kötet. Balzac Honoré. A harminc éves asszony. Regény két kötetben. Forditotta Szalai Emil. (156, 157 l.) 1899.
  - 3. kötet. Abonyi Lajos. A fejetlen barát. Regény. (169 l.) 1899.
  - 4–5. kötet. Patapenko N. J. A kiválasztott. Orosz elbeszélés két kötetben. Forditotta Madzsar Gusztáv. (139, 128 l.) 1899.
  - 6. kötet. Vértesy Arnold. Előre. Regény. (171 l.) 1899.
  - 7. kötet. Suderman Herman. A homályban. Elbeszélések. Forditotta Hann Peppi. (170 l.) 1899.
  - 8. kötet. Herman Ottóné. Kisvárosiak. Regény. 1900.
  - 9–11. kötet. Malonyay Dezső. Az utolsó. Regény három kötetben. (162, 162, 163 l.) 1900.
  - 12–13. kötet. Tóth Béla. A boldogasszony dervise és egyéb históriák. (317 l.) 1900.
  - 14. kötet. Schubin Ossip. Egy fáradt sziv. Elbeszélés. Forditotta Székely Irén. (145 l.) 1900.
  - 15–16. kötet. Ottolengui Rodrigues. A század büne. Regény két kötetben. Forditotta Révész Paula. (174, 151 l.) 1900.
  - 17. kötet. Pekár Gyula. Szoborszép aszszony. 1900.
  - 18–20. kötet. Werner Gyula. Megvirrad még valaha. (167, 152, 158 l.) 1900.
  - 21. kötet. Savage. Alaszkai herczegnő. Regény. 1900.
  - 22–24. kötet. Pecserszki. Erdők világa. Orosz népregény három kötetben. Forditotta Telekes Béla. (156, 141, 135 l.) 1900.

- IX. évfolyam:
  - 1–2. kötet. Jacobsen Jens Péter. Lyhne Niels. Forditotta Elek Arthur. 2 kötet. (131 l.) 1902.
  - 3–4. kötet. Green A. Tetemre-hivás. Bünügyi regény. 2 kötet. (165, 162 l.) 1900.
  - 5–6. M. Hrabovszky Julia. A porcellán comtessek. Regény 2. kötet. (167, 156 l.) 1901.
  - 7–8. Schubin Ossip. Bár csak tél lenne már! Regény. Fordította Székely Irén. 2. kötet. (183, 171 l.) 1901.
  - 9–11. Fraser Hugh, Mrs. A pompás herceg. Angolból fordította Szigethyné Szalay Erzsi. 3 kötet. (156, 115, 111 l.) 1901.
  - 12. Papp Dániel. A Rátótiak. Regény. (148 l.) 1901.
  - 13., 14. Alarcon Péter. A. Venegas Mánuel. Regény. spanyolból fordította. Huszár Vilmos. 2 kötet. (160, 156 l.) 1901.
  - 15. Thury Zoltán. Közönséges emberek. (151 l.) 1901.
  - 16–18. Alexander, Mrs. Komorna és grófné. Angolból fordította Szigethyné Szalay Erzsi. 3 kötet. (166, 172, 134 l.) 1901.
  - 19., 20. Theuriet André. Gyötört szívek. Fordította A. 2 kötet. (151, 130 l.) 1901.
  - 21. Abonyi Árpád. A haldokló gladiátor. Regény. (168, l.) 1901.
  - 22., 23. Szomaházy István. Biaritz és társa és egyéb elbeszélések. (323, II l.) 1901.
  - 24. Kvassayné Kún Melanie. Csak egy rózsa volt. Nem szeretik egymást. Két elbeszélés. (163 l.) 1901.

- X. évfolyam:
  - 1., 2. Beniczkyné-Bajza Lenke. Az első nyom. Regény. 2. kötet. 2. kiadás. (135, 151 l.) 1901.
  - 3., 4. Werner Gyula. Kendi Imre házassága. Regény. 2 kötet. (153, 172 l.) 1901.
  - 5. Lengyel Laura. Álmok. Tárcalevelek. (168 l.) 1901.
  - 6. Broughton Rhoda. Olyan, mint a virág. Fordította Hortoványi Blanka. (8-r. 4, 179 l.)
  - 7., 8. Hillern Vilma. És mégis jönni fog! Fordították Alexander Erzsi és Schanzer Margit. 2 kötet. (135, 156 l.) 1902.
  - 9–10. Kövér Ilona. Margit férje. Regény és egyéb elbeszélések két kötetben. (138, 159 l.) 1902.
  - 11. Kvassayné Kún Melanie. Virányoslak. A jégvirág hazája. Két elbeszélés. (160 l.) 1902.
  - 12. Tutsek Anna. Magunkról. Elbeszélések. (160 l.) 1902.
  - 13. Abonyi Lajos. A Tyuki prókátor kliensei. Elbeszélés (160 l.) 1902.
  - 14–15. Abonyi Árpád. Orvosok. Elbeszélések. 2. kötet. (169, 149 l.) 1902.
  - 18. Ambrus Zoltán. Pókháló kisasszony. Tíz elbeszélés. (167 l.) 1902.
  - 19. Benedek Elek. Csöndes órák. Elmélkedés. Hangulat. (178 l.) 1902.
  - 20. Muntureanu H. Julia. Keleti Páris. Bukaresti történetek. (174 l.) 1902.
  - 21. Hamsun Knut. Viktoria. Regény, fordította Telekes Béla. (151 l.) 1902.
  - 22. Hegedűs Sándor, ifj. Alakok a ködhomályban. (140 l.) 1902.
  - 23. Abonyi Árpád Bosnyák novellái.Új sorozat. (168 l.) 1902.
  - 24. Lázár Béla. Hangulatok. elbeszélések. (159 l.) 1902.

- XI. évfolyam:
  - 1–3. Prévost Marcel. Erős szűzek. Frida. Fordította Gábor Ignác. 3 kötet. (143, 127, 180 l.) 1902.
  - 4–6. Prévost Marcel. Lea. Franciából fordította Elek Arthur. 3 kötet. (147, 194, 182 l.) 1902.
  - 7–8. Lisle Wentworth Károly. Gyges gyűrűje. Regény. Angolból fordította Szigethyné Szalay Erzsi. (139, 136 l.)
  - 9–12. Ouida. Syrlin. Regény. Angol eredetiből fordították. Cserhalmi H. Irén és Gerő Attila. 2 kötet. (352, 315 l.) 1902.
  - 13. Szőllősy Zsigmond. Az Ollenburg dynastia és egyéb elbeszélések. (161 l.) 1903.
  - 14–15. Galdós B. Pérez. Donna Perfecta. Regény. Spanyol eredetiből fordította Huszár Vilmos. 2 kötet. (169, 144 l.) 1903.
  - 16–17. Ábrányiné-Katona Klementin. Földön és föld felett. Tárcák. 2 kötet. (IV, 128, IV, 129–228 l.) 1903.
  - 18. Muntureanu-Hrabovszky Julia. Asszonyszerelem. Elbeszélések. (183 l.) 1902.
  - 19. Ábrányi Emil. Lábán úr könnyei és egyéb történetek. (189 l.) 1903.
  - 20. Gyarmathy Zsigáné. Önkéntes martirok. Elbeszélések. (160 l.) 1903.
  - 21. Bársony István. Élőképek. (164 l.) 1903.
  - 22. Tormay Cecile. Apródszerelem. Novellák. (157 l.) 1903.
  - 23–24. Rákosi Viktor. (Sipulusz.) Barnabás rabsága és egyéb elbeszélések. (303 l.) 1903.

- XII. évfolyam:
  - 1–2. Heimburg V. Dacos szívek. Fordította Sárossy Bella. 2 kötet. (174, 192 l.) 1903.
  - 3. Gyp. Baba nénike. Regény. Az eredetiből fordította Gerő Attila. (134 l.) 1903.
  - 4., 5. Kóbor Tamás. Aszfalt. (280 l.) 1904.
  - 6–8. Watts Dunton. Theodore Avlwin. Regény. Angolból fordította Révész Paula. 3 kötet. (135, 140, 179 l.) 1904.
  - 9. Trugenjev Iván. Zug. Fordította Ambrozovics Jenő. (157 l.) 1904.
  - 10–12. Gould Baring. Mehalah. Regény. Angolból fordította Szigethyné Szalay Erzsi. 3 kötet. (147, 154, 62, 63 l.) 1904.
  - 14. Abonyi Árpád. Férfiak. Tizenkét elbeszélés. (8-r. 179 l.) 1902.
  - 18. Szende Dárday Olga. Forgácsok. Elbeszélések. (155 l.) 1905.
  - 19–20. Tutsekné Bexheft Lilly. Romok felett. Regény. 2 kötet. ( 155, 144 l.) 1905.
  - 21. M. Hrabovszky Julia. Apró történetek a nagyvilágból. Elbeszélések. (158, l.) 1905.
  - 22–23. Marriot Emil. Fiatal házastársak. Regény két kötetben. (152, 142 l.) 1905.
  - 24. Abonyi Árpád. Két leány regénye. A fráterek és a Grabowskiak. (169 l.) 1905.